# Karel Balíček
Karel Balíček, křtěný Karel Josef (31. října 1904 Chrast u Chrudimi – 25. března 1985 Daňkovice) byl český malíř krajinář.

## Život
Karel Balíček se narodil v Chrasti v rodině sýraře Josefa Balíčka a jeho ženy Františky Millerové. Z rodného Chrudimska se přestěhoval na Českomoravskou vrchovinu do Svratky za učitelskou praxí, kde působil od roku 1928 jako odborný učitel a později v letech 1947 až 1961 jako ředitel základní devítileté školy. Zde rozvíjel svůj umělecký talent a svratecký kraj se mu stal osudovým tvůrčím tématem a celoživotní láskou.
Balíčkův talent první rozpoznal jeho učitel – profesor chrudimského učitelského ústavu Ferdinand Pochobradský, u kterého udělal svoje první krůčky v malbě. Základní znalosti plenérové malby získal od Gustava Macouna a dále svůj osobitý styl doplňoval o prvky vzešlých ze spolupráce s dalšími malíři Vysočiny.
Vystavoval od roku 1936 a za svůj život byly jeho obrazy prezentovány na přibližně třiceti výstavách – samostatných i společných. Byl členem Syndikátu výtvarných umělců a Svazu výtvarných umělců.